# نيوفان (فيرمونت)
نيوفان (بالإنجليزية: Newfane, Vermont)‏ هي بلدة تقع بولاية فيرمونت في الولايات المتحدة. تبلغ مساحتها 104.6 (كم²)، وترتفع عن سطح البحر 306 م، بلغ عدد سكانها 1680 نسمة في عام 2000 حسب إحصاء مكتب تعداد الولايات المتحدة وتصل الكثافة السكانية فيها 16.1 نسمة/كم2.

## معرض صور

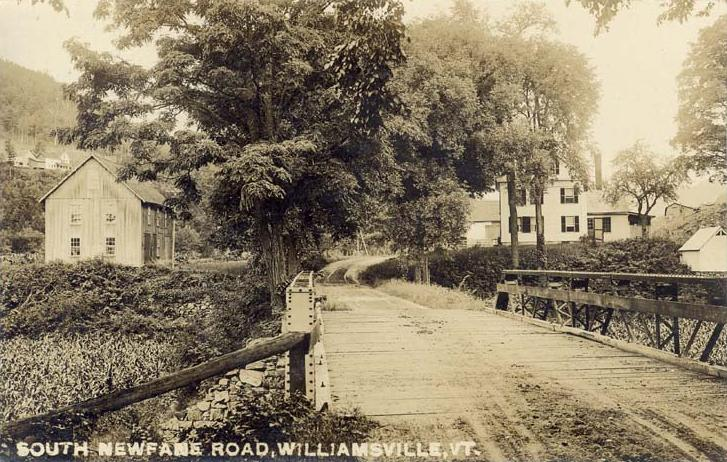
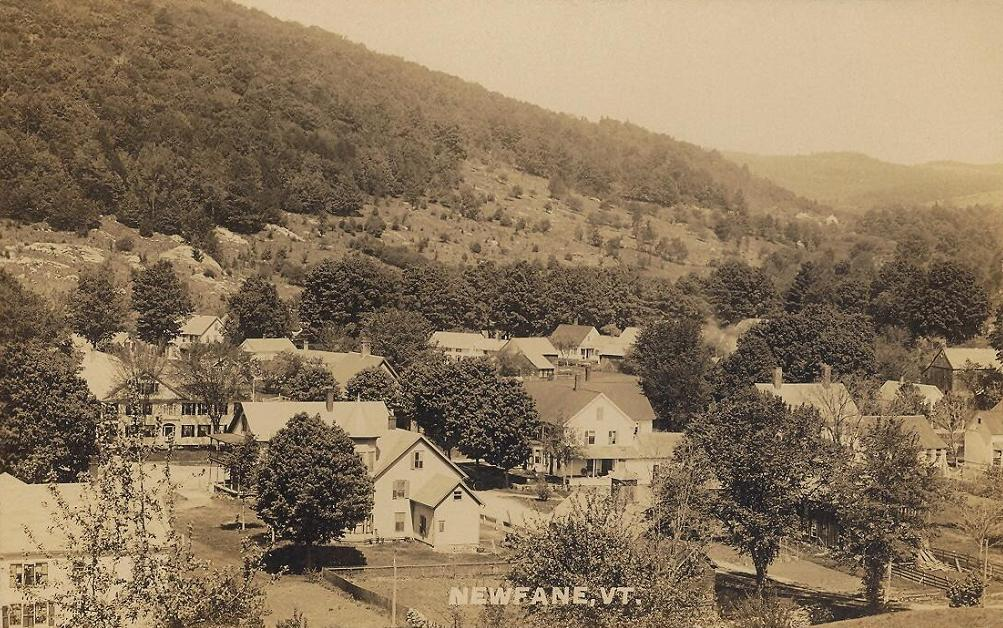
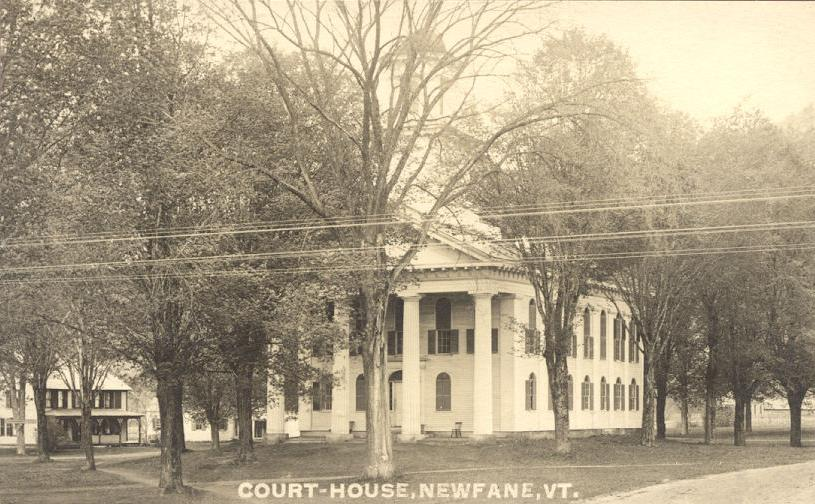

## أعلام
- فيرا أوير
- مارشال أوتيس هاو
- جيمس أليوت
- أبيل جويل غروت

## وصلات خارجية
- The US50 - Cities and Towns in Vermont State
- Vermont Cities and Towns, Facts, Map, Flag, Colleges, Government, and More